# Friedenrath

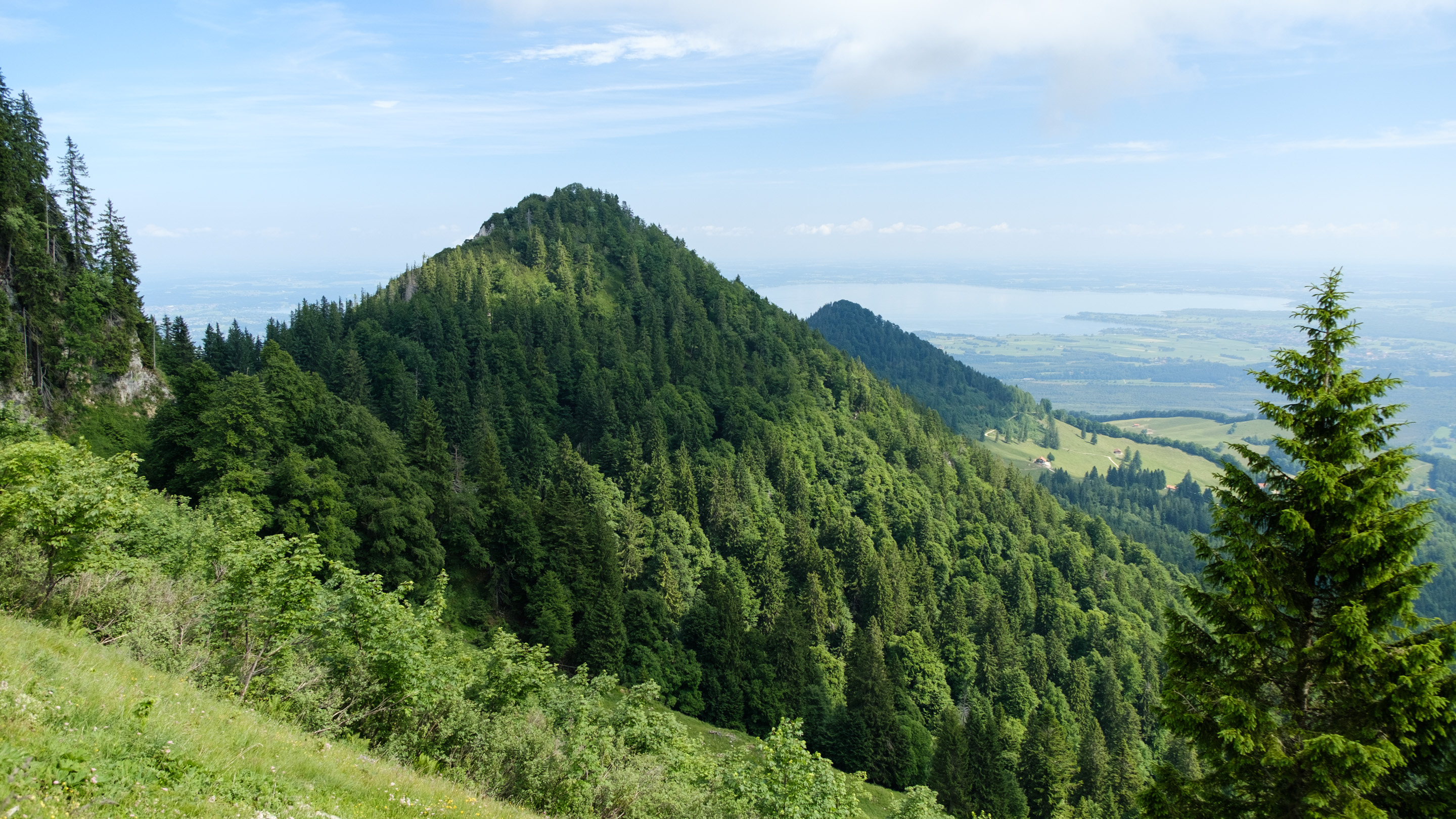
Friedenrath, im Hintergrund Großstaffen und der Chiemsee

Der Friedenrath ist ein 1432 m ü. NHN hoher Berg in den Chiemgauer Alpen. Über den Gipfel des Friedenraths verläuft die Gemeindegrenze zwischen Grassau und Marquartstein.

## Lage
Der Friedenrath liegt im oberbayerischen Landkreis Traunstein und bildet mit Haberspitz und Hochplatte im Süden und dem Kleinstaffn im Norden einen Teil der Grenze zwischen den Gemeinden Grassau (westlicher Teil) und Marquartstein (östlicher Teil). Knapp drei Kilometer westlich des Friedenraths befindet sich der Gipfel der Kampenwand, welcher mit der Kampenwandbahn und dem markanten – auch von der A 8 gut erkennbarem – Aussehen der bekannteste Gipfel der näheren Umgebung ist.
Östlich des Friedenraths an den Wegen, die zum Gipfel führen, befinden sich die Almhütten der Hefter-, Rachl- und Staffnalm, die sich mit Brotzeiten, kleinen Speisen, Getränken sowie Kaffee und Kuchen auf die Bewirtung von Wanderern eingestellt haben. Südwestlich befindet sich die Piesenhausener Hochalm, auf der auch eine Ausflugsgaststätte betrieben wird.

## Aufstieg
Den Friedenrath kann man über verschiedene Wege erreichen. Die Fahrt mit der Hochplattenbahn von Marquartstein in das Gebiet der Grassauer Almen verkürzt die Wegstrecke für Wanderer deutlich. Man kann direkt von Marquartstein aufsteigen, von Grassau vom Strehtrumpf aus, von Schleching über die Hochplatte oder von Aschau im Chiemgau aus.
Der Aufstieg zum Friedenrath darf – auch trotz der vergleichsweise geringen Höhe – nicht unterschätzt werden und ist keineswegs eine „leichte Wanderung“ für ungeübte Bergsteiger oder Familien mit Kindern. Die letzten 30 Minuten des Aufstiegs und vor allem der schmale Felsgrat im Bereich des Gipfels verlangen Trittsicherheit, Schwindelfreiheit und Erfahrung.

## Sonstiges
Die Fahrnpointalm trug früher den Namen Friedensrath- oder Friedenraths-Alm. Die Alm befindet sich nordöstlich des Friedenraths in direkter Nachbarschaft der Maier-, Naderbauern- und Staffnalm.
Die Tennbodenalm befand sich zwischen Friedenrath und Haberspitz, ist aber inzwischen aufgelassen und auf den meisten Karten nicht mehr vermerkt.